# David Berger
David Berger (New York, 30 maart 1949) is een Amerikaanse jazz-trompettist, componist, arrangeur en bigband-leider. Hij is een kenner van de muziek van Duke Ellington en uit het swingtijdperk.

## Biografie
Berger studeerde compositie en arrangement aan Berklee College of Music in Boston en zette zijn studies vanaf 1971 voort in New York, onder meer aan Manhattan School of Music. Vanaf 1974 was hij trompettist en arrangeur bij Mercer Ellington, van 1975 tot 1980 speelde hij in Chuck Israels National Jazz Ensemble en daarna was hij actief bij Gunther Schuller. Van 1988 tot 1994 was hij dirigent en arrangeur bij Lincoln Center Jazz Orchestra, waarvoor hij bijna vijfhonderd werken van Duke Ellington en Billy Strayhorn transcibeerde, voor optredens van het orkest. In 1994 nam Wynton Marsalis de leiding van het orkest over, maar Berger werkt nog steeds voor de band. In 1994/1995 leidde Berger het orkest Ellington Society.
Na zijn tijd bij het Lincoln Center Jazz Orchestra richtte Berger zich meer op het componeren. Hij componeerde en arrangeerde voor onder meer Buddy Rich, Thad Jones/Mel Lewis, Clark Terry, World's Greatest Jazz Band, Lee Konitz, Stan Getz, Buddy DeFranco, Stanley Turrentine, Roland Hanna en Betty Carter. Hij breidde het klassieke stuk "The Nutcracker Suite" uit en werkte met trompettist Donald Byrd samen, die voor de muziek een ballet-choreografie schreef (1996). Dit dansprogramma ging op tournee in Amerika en de muziek voor deze show werd uitgevoerd door een band van David Berger die ook nu nog optreedt, de Sultans of Swing. Met deze bigband heeft hij verschillende cd's opgenomen, die zijn uitgekomen op Bergers platenlabel, Such Sweet Thunder. Ook werkte hij voor theater, film en televisie (bijvoorbeeld de muziek voor de film "The Cotton Club").
Sinds 1979 geeft Berger ook les aan hogescholen. In 2001 werd hij professor aan de Juilliard School of Music.

## Discografie
- The Harlem Nutcracker, Such Sweet Thunder ('albumpick' Allmusic.com)
- Doin' the Do, Such Sweet Thunder, 2000
- Marlowe, Such Sweet Thunder, 2004
- Hindustan, Such Sweet Thunder, 2006
- I Had the Craziest Dream: The Music of Harry Warren, Such Sweet Thunder, 2008